# Wernau (Neckar)
Wernau (Neckar) ist eine Stadt im Landkreis Esslingen in Baden-Württemberg. Sie gehört zur Region Stuttgart (bis 1992 Region Mittlerer Neckar) und zur europäischen Metropolregion Stuttgart.

## Geographie

### Geographische Lage
Wernau liegt am rechten Ufer des Neckars, südlich von Plochingen und etwa 25 km östlich von Stuttgart. Durch die Stadt fließt der Bodenbach dem Neckar zu. Schon im Jahr 1818 wurde dessen natürliche Dynamik durch die Anlage eines tiefer gelegten, künstlichen Flussbettes beendet. Die anschließende Auffüllung der Neckar-Altarme begann 1820 und erfolgte sukzessiv in mehreren Schritten. Die Kiesgewinnung, die zunächst neckaraufwärts voranschritt, erreichte bereits 1939 die Randzonen der heutigen Baggerseen (Großer und Kleiner See). Im Jahr 1981 wurden die Wernauer Baggerseen zum Naturschutzgebiet erklärt. Das Gebiet umfasst heute etwa 45 Hektar. Ein weiteres 5,5 Hektar großes Schutzgebiet auf dem Gebiet der Stadt ist die Wernauer Lehmgrube.
Südöstlich zwischen Wernau und Kirchheim unter Teck gelegen befindet sich der Weiler Freitagshof, welcher zu Wernau gehört.

### Nachbargemeinden
Angrenzende Kommunen sind reihum die Gemeinde Deizisau im Nordwesten, die Stadt Plochingen im Norden, die Gemeinden Hochdorf im Osten und Notzingen im Südosten, die Städte Kirchheim unter Teck im Süden und Wendlingen im Südwesten sowie die Gemeinde Köngen im Westen, die alle auch im Landkreis Esslingen liegen.

### Flächenaufteilung
Nach Daten des Statistischen Landesamtes, Stand 2014.

## Geschichte

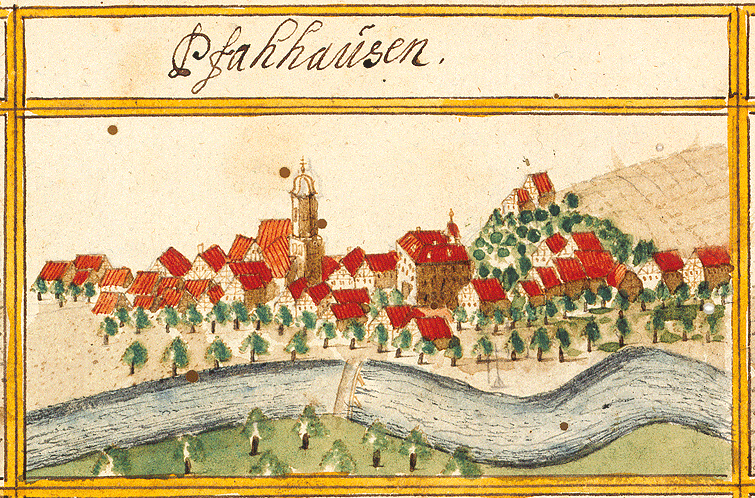
Pfauhausen 1683, Forstlagerbuch von Andreas Kieser

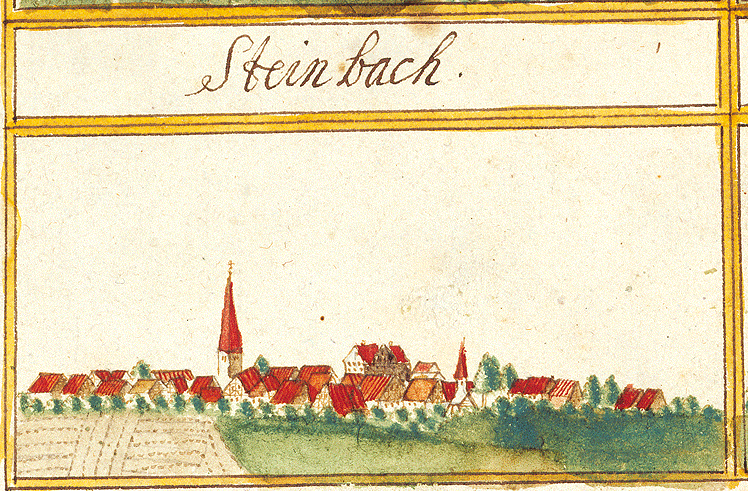
Steinbach 1683

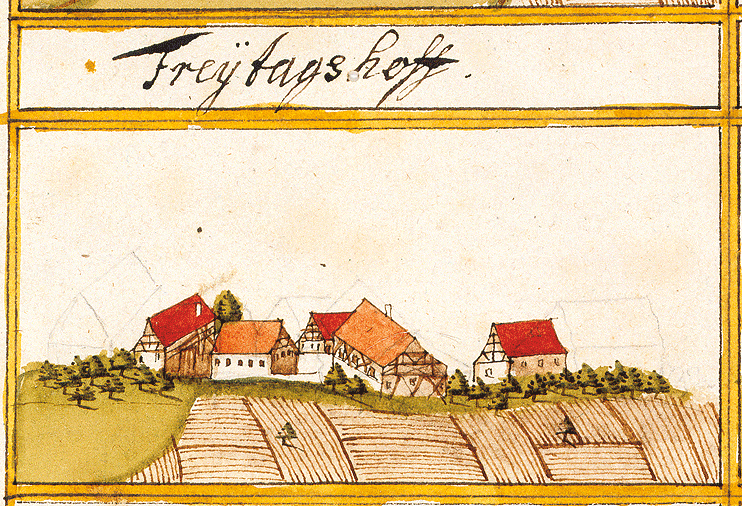
Freitagshof 1683

Wernau entstand 1938 durch Vereinigung der Orte Pfauhausen und Steinbach. 1384 und 1681 waren Versuche, eine Gemeinschaft zu bilden, bereits nach kurzer Zeit wieder aufgegeben worden. Beide Dörfer waren stark landwirtschaftlich geprägt, jedoch reichte dies am Beginn des 20. Jahrhunderts bei weitem nicht mehr aus, um die materielle Existenz zu sichern. Der Großteil Einwohner verdiente sich sein Haupteinkommen als Arbeiter und Handwerker in den Betrieben des Umlands, vor allem in Fabriken des Neckartals in Plochingen und Esslingen oder im Ausbesserungswerk Stuttgart-Bad Cannstatt. Ein grundlegendes Problem war der Mangel von Industriebetrieben vor Ort, dem die Kommunen ab den 1930er-Jahren durch eine gezielte Ansiedlungspolitik von Gewerbe zu begegnen suchten. Die wichtigste Autorität vor Ort war die katholische Kirche vertreten durch deren Gemeindepfarrer. In den Weimarer Republik war demnach die katholische Zentrumspartei die mit Abstand stärkste Kraft. Bei der Wahl zur Deutschen Nationalversammlung 1919 erhielt die Zentrumspartei 61,3 Prozent (Steinbach) bzw. 78,5 Prozent (Pfauhausen) der Stimmen.
1924 strebte das Oberamt Eßlingen eine Vereinigung der beiden benachbarten Gemeinden an. Aufgrund des heftigen Widerstands beider Gemeinden scheiterte diese. Erst am 23. Juni 1936 beschlossen die Gemeinderäte beider Ortschaften die Fusion. Diese Einmütigkeit schien jedoch nur auf dem Papier zu existieren, denn die Gemeinde Pfauhausen schrieb am 29. Juni 1936 an Kreisleiter Eugen Hund: „Von einer einstimmigen Zustimmung (...) kann von Seiten Pfauhausen nie die Rede sein“. Ab 1936 übte mit Anton Bader (NSDAP) in beiden Gemeinden das Bürgermeisteramt aus. Im Februar 1937 kamen die Bürger beider Ortschaften zu Wort. Noch am gleichen Tag stellten die beiden Gemeinden gemeinsam beim Reichsstatthalter in Württemberg, Wilhelm Murr, den Antrag auf Zusammenschluss. Dieser wurde dann im April 1938 vollzogen.

### Bis zur Gemeindefusion

#### Pfauhausen
Pfauhausen wurde erstmals 1274 als Pawenhusen urkundlich erwähnt. In älteren Urkunden und noch im liber decimationis von 1275 wird der Ort nur Hausen (Husen) genannt. Die Herren von Hausen, genannt Hochschlitz, die ihren Namen höchstwahrscheinlich von Pfauhausen ableiteten, herrschten bis ins 14. Jahrhundert hinein über den Ort. Anschließend etablierten sich durch verwandtschaftliche Verbindungen mit den Hochschlitz weitere Adelsgeschlechter in Pfauhausen, wodurch sich die grundherrschaftlichen Verhältnisse im Spätmittelalter zunächst vielschichtig gestalteten. Ab 1420 vollzog sich dann in Pfauhausen eine Konsolidierung der Grundherrschaft, als die ebenfalls mit den Hochschlitz verwandten Herren von Wernau Güter aufkauften, bis sie ein Drittel des Ortes besaßen. Im Jahr 1474 erlaubte Württemberg den Herren von Wernau die Errichtung eines eigenen Niedergerichts. Im Gegenzug musste Württemberg das Schatzungsrecht zugestanden werden. Die Blutgerichtsbarkeit wurde der Ortsherrschaft nachweislich erstmals 1621 als Reichslehen verliehen. 1693 verbrannten französische Truppen den Ort samt dem Schloss. Nach dem Aussterben der Herren von Wernau gelangte Pfauhausen 1696 durch Heirat zur Herrschaft der Rotenhan aus Neuhausen in Vorderösterreich, wo der Ort bis 1769 verblieb. Am 23. November 1769 kaufte Fürstbischof Kardinal Franz von Hutten Pfauhausen zusammen mit Neuhausen, wodurch der Ort zum Fürstbistum Speyer gehörte und deshalb stets katholisch blieb. Pfauhausen war dem Ritterkanton Neckar-Schwarzwald inkorporiert. 1802 fiel die Ortsherrschaft an Baden und 1806 schließlich an Württemberg. Nach dem Übergang an Württemberg wurde der Ort zunächst dem Oberamt Köngen zugewiesen, bis er 1808 an das Oberamt Eßlingen kam. Pfauhausen löste sich ab 1830 bis 1845 von den Fronen, Grundzinsen, Kleinzehnten und anderen Gefällen. Pfauhausen erhielt im Jahr 1907 einen Bahnanschluss. Bis 1936 war Josef Balle Bürgermeister von Pfauhausen.

#### Steinbach
Steinbach wurde erstmals 1275 urkundlich erwähnt. Die Grundherrschaft im Dorf und im Weiler Freitagshof war ursprünglich in den Händen der Herzöge von Teck und ihrer Dienstleute. Die Herzöge verkauften 1299 ihre grundherrschaftlichen Rechte an das Kloster Salem. 1335 verkaufte das Kloster Salem die Grundherrschaft an die Reuß von Reußenstein. In der Folge kam es zu einem regen Wechsel der Grundherrschaftsverhältnisse, bis die Herren von Wernau die Güter des Ortes zusammenfassten und 170 an die Speth von Sulzburg verkauften. Deren Nachfolger waren dann die Laubenberg (um 1540), die Freyberg-Eisenberg (1608), die Bubenhofen (1653) und schließlich wiederum die Wernau (1666). Wenig später die Ortsherrschaft an die Herren von Liebenstein (1687), aus deren Hand sie an die von Palm (1744) gelangte. Erste Strukturen der gemeindlichen Selbstverwaltung werden durch die Erwähnung eines Gerichts 1567 erkennbar. In den Jahren 1772 bis 1780 kam es zu schweren Streitigkeiten zwischen der Gemeinde und der Ortsherrschaft bis hin zur offenen Rebellion, welche jedoch am Ende unterdrückt wurde. Während der Koalitionskriege wurde Steinbach bei einem Streifzug französischer Truppen geplündert. Im Jahr 1805 kam Steinbach an Württemberg. Steinbach gehörte bis 1805 zum Ritterkanton Kocher und wurde nach dem Übergang an Württemberg zunächst dem Oberamt Köngen und dann 1808 dem Oberamt Esslingen zugewiesen. 1817 konnte Steinbach bei König Wilhelm I. die Aufhebung der Leibeigenschaft erwirken. Zudem konnten einige Abgaben durch zeitlich begrenzte Zahlungen abgelöst werden. Mit dem Zehntablösegesetz von 1848 konnten alle Lasten abgegolten werden, was in Steinbach bis 1854 geschehen war. Auch Steinbach blieb bedingt durch die Ortsherrschaft der Speth von Sulzburg während der Reformationszeit und danach stets katholisch. Von 1889 bis 1923 war Mühleisen Bürgermeister von Steinbach. Von 1925 bis 1936 war Alois Ott Bürgermeister. Steinbach galt vor der Fusion mit Pfauhausen als das wohlhabendere der beiden Dörfer. Steinbach verfügte über mehr Markungsfläche und dessen Einwohner damit über mehr Grundbesitz, der hauptsächlich landwirtschaftlich genutzt wurde.

### Zeit des Nationalsozialismus
Bei der Kreisreform während der NS-Zeit in Württemberg gelangte die neue Gemeinde Wernau im Jahr ihrer Gründung 1938 zum Landkreis Esslingen. Bei der Wahl nach der Machtübernahme der Nationalsozialisten im März 1933 gaben in Steinbach 25,8 Prozent der NSDAP ihre Stimmen, in Pfauhausen lediglich 14,2 Prozent. Ein Kommunist aus Steinbach kam zu Beginn der nationalsozialistischen Herrschaft ins Konzentrationslager Heuberg. Auch die katholischen Vereine waren von der Gleichschaltung betroffen. 1933 wurde der Katholische Arbeiterverein aufgelöst. 1934 wurden in Pfauhausen der Jungmännerbund und der Jungmädchenverein zugunsten von Hitlerjugend und Bund Deutscher Mädel aufgelöst. In Steinbach musste der Jungfrauenverein seine Arbeit einstellen. Neu gegründet wurde hingegen der Katholische Frauenbund in Pfauhausen (1933) und in Steinbach (1934).
Bei der Neubildung des Gemeinderats 1933 gehörten in Steinbach fünf Mitglieder dem Zentrum, drei der NSDAP und einer der SPD an. Der SPD-Mann trat noch vor der konstituierenden Sitzung des neuen Gemeinderats zurück, sein Sitz fiel an ein NSDAP-Mitglied. Den Zentrumsräten legten die NSDAP-Räte Ende 1933 nahe, ihre Partei zu verlassen und als Hospitanten der NSDAP beizutreten. In Pfauhausen gehörten sieben Ratsmitglieder dem Zentrum und einer der NSDAP an. 1934 wurden beide Gremien aufgelöst und durch von der NSDAP-Kreisleitung vorgeschlagene Personen ersetzt. Am 1. Mai 1933 wurde am Kehlenberg in Steinbach eine Adolf-Hitler-Linde gepflanzt. In Pfauhausen wurden zwei Hitler-Linden gepflanzt, eine davon fiel gleich zweimal einem Anschlag Unbekannter zum Opfer. Zudem zündete ein Bürger die Hakenkreuzflagge am Rathaus an. Bei Straßenumbenennungen 1938 wurde die Kirchheimer Straße zur Adolf-Hitler-Straße, der Platz vor dem Bahnhof hieß nun Platz der SA, zu Ehren Hitlers wurde die Hauptstraße nach seinem Geburtsort Braunau benannt, die Plochinger Straße erhielt den Namen Hindenburg-Straße. Zudem wurde die Panoramastraße nach Herbert Norkus und die Lessingstraße nach Albert Leo Schlageter umbenannt. Die Teckschule erhielt den Namen Hans-Schemm-Schule, die Schlossschule den Namen Richthofen-Schule. Der katholische Pfarrer in St. Erasmus, Ernst Hofmann, wurde wegen NSDAP-kritischer Äußerungen von der Gestapo 1940 für kurze Zeit inhaftiert und erhielt dann für Wernau ein Aufenthaltsverbot.
Anfang Dezember 1939 waren 149 Männer aus Wernau zum Kriegsdienst einberufen. Insgesamt sind 104 Gefallene aus Wernau verzeichnet, 49 Soldaten blieben vermisst. 
Mindestens zehn Personen wurden aufgrund des Erbgesundheitsgesetzes zwangsweise sterilisiert. Mindestens zwei Personen wurden im Zuge der Aktion T4 in der Tötungsanstalt Grafeneck ermordet. Bereits Anfang November 1939 kamen 30 polnische Kriegsgefangene aus Polen nach Wernau, um Zwangsarbeit zu leisten. Ende Juni 1940 wurden diese 30 Polen aus Wernau abgezogen und umgehend durch 50 französische Kriegsgefangene ersetzt. Im September 1940 kamen weitere 120 Franzosen in Wernau an. Im Sommer 1942 kamen 200 Zwangsarbeiter aus der Sowjetunion in Wernau an. Auch Dänen, Tschechen, Italiener und 80 Niederländer wurden als Zwangsarbeiter eingesetzt. Die Zwangsarbeiter wurden im geräumten Antoniushaus, im Lager der Firma Ritter, im Gasthaus Ritter, im Gasthaus Ochsen, im Gasthaus Lamm, im Gasthaus Adler, bei der Firma Wolfer & Goebel und bei der Firma Bühler untergebracht. Der Großteil von ihnen (insgesamt 1036 Personen) arbeitete in der ausgelagerten Produktionsstätte von Daimler. Für den Zeitraum 1939 bis 1944 sind fünf Todesfälle unter den Zwangsarbeitern dokumentiert, allerdings dürfte die tatsächliche Zahl höher liegen.
Im Frühjahr 1943 wurde Bürgermeister Baden zum Kriegsdienst eingezogen, er fiel kurz vor Kriegsende 1945 im Osten. Sein Amt übernahm kommissarisch der Erste Beigeordnete Anton Meggle. Am 6. September 1943 gingen im Rahmen eines großangelegten alliierten Luftangriffs auf Stuttgart Sprengbomben in Wernau nieder, die 57 Gebäude beschädigten. Am 11. April 1945 erfolgte ein Jagdbomber-Angriff auf Wernau. Am 19. April 1945 näherten sich die US-amerikanischen Truppen Pfauhausen. Am 21. April 1945 setzte der Beschuss Steinbachs vom Freitagshof her ein. Vier Soldaten der Wehrmacht starben dabei. Der Volkssturm sprengte noch am 22. April 1945 um 4.30 Uhr die Neckarbrücke. Im Laufe des 22. April 1945 löste sich der Volkssturm auf und die US-Army besetzte den Ort. Die amerikanische Militärregierung setzte einen ehemaligen französischen Zwangsarbeiter als Ortskommandanten ein. Unmittelbar nach Kriegsende wurde zudem Richard Allmendinger als kommissarischer Bürgermeister eingesetzt, der jedoch bereits am 27. April 1945 durch Major a. D. Krais abgelöst wurde. Am 16. Mai 1945 übergab die französische Ortskommandantur an die US-Militärregierung. Am 5. Oktober 1945 wurde schließlich Friedrich Schönherr zum vorläufigen Bürgermeister Wernaus ernannt. Er wurde mehrmals wiedergewählt und amtierte bis zu seinem Tod im Jahr 1964.

### Seit 1945
Nach dem Zweiten Weltkrieg wurde der Ort Teil der Amerikanischen Besatzungszone und gehörte somit zum Land Württemberg-Baden, das 1952 im jetzigen Bundesland Baden-Württemberg aufging. Das Kriegsende brachte große Bevölkerungsänderungen mit sich. Im Oktober 1945 hatte Wernau rund 3300 Einwohner, rund 500 mehr als zu Kriegsbeginn (2819). 1946 machte eine Typhusepidemie der Bevölkerung zu schaffen. Bis 1952 kamen 1476 Heimatvertriebene und Flüchtlinge insbesondere aus Ungarn nach Wernau. Am 1. April 1968 wurden dem Ort die Stadtrechte verliehen. In der Nacht vom 16. auf den 17. März 2021 brach ein Großbrand auf dem Gelände der Bosch Thermotechnik GmbH aus, der einen Einsatz von mehr als 120 Feuerwehrleuten auslöste und einen Sachschaden in Millionenhöhe verursachte.

### Einwohnerzahlentwicklung
| Jahr | Einwohner |
| ---- | --------- |
| 1871 | 1.259     |
| 1880 | 1.298     |
| 1890 | 1.388     |
| 1900 | 1.407     |
| 1910 | 1.857     |
| 1925 | 2.241     |
| 1933 | 2.312     |

| Jahr | Einwohner |
| ---- | --------- |
| 1939 | 2.814     |
| 1950 | 4.325     |
| 1961 | 9.339     |
| 1970 | 12.552    |
| 1975 | 12.699    |
| 1980 | 12.147    |
| 1985 | 11.763    |

| Jahr | Einwohner |
| ---- | --------- |
| 1990 | 11.829    |
| 1995 | 11.917    |
| 2000 | 12.459    |
| 2005 | 12.388    |
| 2010 | 12.383    |
| 2015 | 12.376    |
| 2020 | 12.275    |

| Jahr | Einwohner |
| ---- | --------- |
| 2022 | 12.314    |

## Konfessionsstatistik
Gemäß dem Zensus 2011 waren 23,3 % der Einwohner evangelisch, 46,5 % römisch-katholisch und 30,2 % waren konfessionslos, gehörten einer anderen Glaubensgemeinschaft an oder machten keine Angabe.

## Politik

### Gemeinderat

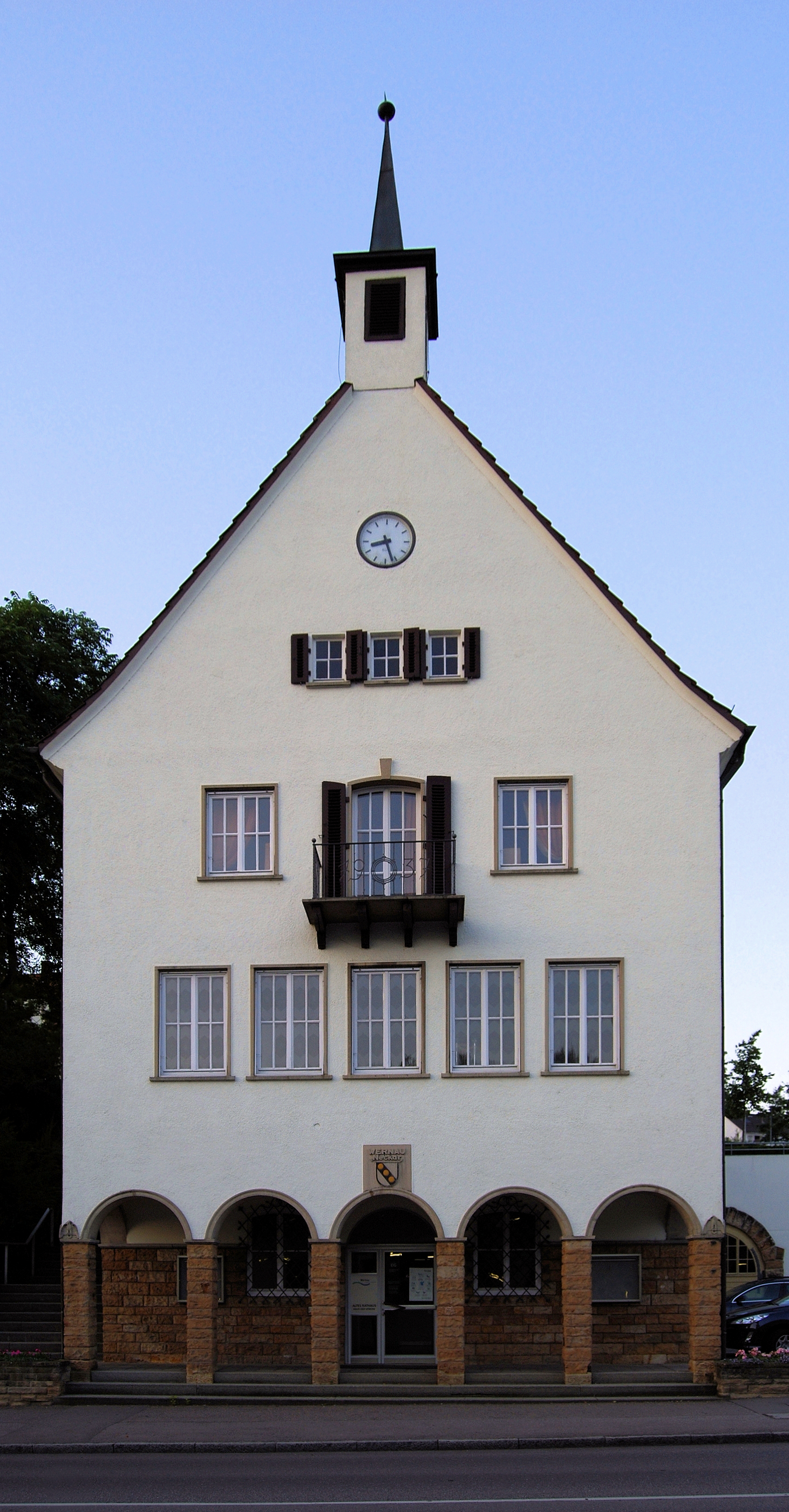
Das ehemalige Rathaus von Wernau (2010)

Der Gemeinderat in Wernau besteht aus den gewählten 22 ehrenamtlichen Gemeinderäten und der Bürgermeisterin als Vorsitzenden. Die Bürgermeisterin ist im Gemeinderat stimmberechtigt. Die Kommunalwahl am 9. Juni 2024 führte zu folgendem Endergebnis.
| Parteien und Wählergemeinschaften | Parteien und Wählergemeinschaften           | % 2024  | Sitze 2024 | % 2019  | Sitze 2019 | Kommunalwahl 2024 %3020100 27,36 %19,38 %19,33 %14,66 %10,80 %8,48 % WBLCDUFWJBSPDGrüneGewinne und Verlusteim Vergleich zu 2019 %p 16 14 12 10 8 6 4 2 0 −2 −4 −6−3,61 %p+0,27 %p−3,34 %p+14,66 %p−2,83 %p−5,15 %pWBLCDUFWJBSPDGrüne |
| WBL                               | Wernauer BürgerListe                        | 27,36   | 6          | 30,97   | 7          | Kommunalwahl 2024 %3020100 27,36 %19,38 %19,33 %14,66 %10,80 %8,48 % WBLCDUFWJBSPDGrüneGewinne und Verlusteim Vergleich zu 2019 %p 16 14 12 10 8 6 4 2 0 −2 −4 −6−3,61 %p+0,27 %p−3,34 %p+14,66 %p−2,83 %p−5,15 %pWBLCDUFWJBSPDGrüne |
| CDU                               | Christlich Demokratische Union Deutschlands | 19,38   | 4          | 19,11   | 4          | Kommunalwahl 2024 %3020100 27,36 %19,38 %19,33 %14,66 %10,80 %8,48 % WBLCDUFWJBSPDGrüneGewinne und Verlusteim Vergleich zu 2019 %p 16 14 12 10 8 6 4 2 0 −2 −4 −6−3,61 %p+0,27 %p−3,34 %p+14,66 %p−2,83 %p−5,15 %pWBLCDUFWJBSPDGrüne |
| FWV                               | Freie Wählervereinigung Wernau              | 19,33   | 4          | 22,67   | 5          | Kommunalwahl 2024 %3020100 27,36 %19,38 %19,33 %14,66 %10,80 %8,48 % WBLCDUFWJBSPDGrüneGewinne und Verlusteim Vergleich zu 2019 %p 16 14 12 10 8 6 4 2 0 −2 −4 −6−3,61 %p+0,27 %p−3,34 %p+14,66 %p−2,83 %p−5,15 %pWBLCDUFWJBSPDGrüne |
| JB                                | Junge Bürger                                | 14,66   | 3          | –       | –          | Kommunalwahl 2024 %3020100 27,36 %19,38 %19,33 %14,66 %10,80 %8,48 % WBLCDUFWJBSPDGrüneGewinne und Verlusteim Vergleich zu 2019 %p 16 14 12 10 8 6 4 2 0 −2 −4 −6−3,61 %p+0,27 %p−3,34 %p+14,66 %p−2,83 %p−5,15 %pWBLCDUFWJBSPDGrüne |
| SPD                               | Sozialdemokratische Partei Deutschlands     | 10,80   | 3          | 13,63   | 3          | Kommunalwahl 2024 %3020100 27,36 %19,38 %19,33 %14,66 %10,80 %8,48 % WBLCDUFWJBSPDGrüneGewinne und Verlusteim Vergleich zu 2019 %p 16 14 12 10 8 6 4 2 0 −2 −4 −6−3,61 %p+0,27 %p−3,34 %p+14,66 %p−2,83 %p−5,15 %pWBLCDUFWJBSPDGrüne |
| GRÜNE                             | Grüne/Unabhängige                           | 8,48    | 2          | 13,63   | 3          | Kommunalwahl 2024 %3020100 27,36 %19,38 %19,33 %14,66 %10,80 %8,48 % WBLCDUFWJBSPDGrüneGewinne und Verlusteim Vergleich zu 2019 %p 16 14 12 10 8 6 4 2 0 −2 −4 −6−3,61 %p+0,27 %p−3,34 %p+14,66 %p−2,83 %p−5,15 %pWBLCDUFWJBSPDGrüne |
| gesamt                            | gesamt                                      | 100,0   | 22         | 100,0   | 22         | Kommunalwahl 2024 %3020100 27,36 %19,38 %19,33 %14,66 %10,80 %8,48 % WBLCDUFWJBSPDGrüneGewinne und Verlusteim Vergleich zu 2019 %p 16 14 12 10 8 6 4 2 0 −2 −4 −6−3,61 %p+0,27 %p−3,34 %p+14,66 %p−2,83 %p−5,15 %pWBLCDUFWJBSPDGrüne |
| Wahlbeteiligung                   | Wahlbeteiligung                             | 60,42 % | 60,42 %    | 59,38 % | 59,38 %    | Kommunalwahl 2024 %3020100 27,36 %19,38 %19,33 %14,66 %10,80 %8,48 % WBLCDUFWJBSPDGrüneGewinne und Verlusteim Vergleich zu 2019 %p 16 14 12 10 8 6 4 2 0 −2 −4 −6−3,61 %p+0,27 %p−3,34 %p+14,66 %p−2,83 %p−5,15 %pWBLCDUFWJBSPDGrüne |

### Bürgermeister
- 1938–1945 Anton Bader (NSDAP; ab 1943 im Kriegsdienst)
- 1945–1964 Friedrich Schönherr
- 1964–1984 Hans Wagner
- 1984–2007 Roger Kehle (CDU)
- 2008–2023 Armin Elbl
- seit 2024 Christiane Krieger

Bürgermeisterin ist seit dem 1. Januar 2024 Christiane Krieger. Sie wurde am 8. Oktober 2023 mit 70,1 Prozent der Stimmen gewählt.

### Wahlen
Im Bundestag wird Wernau als Teil des Wahlkreises Esslingen seit 2002 von Markus Grübel (CDU) (Direktmandat) und seit 2021 von Sebastian Schäfer (Bündnis 90/Die Grünen) vertreten. Vertreter im Landtag von Baden-Württemberg sind für Wernau als Teil des Wahlkreises Kirchheim Andreas Schwarz (Grüne) (Direktmandat), Natalie Pfau-Weller (CDU) und Andreas Kenner (SPD).

### Wappen
Blasonierung: „In Silber ein schwarzer Schrägbalken, belegt mit drei goldenen Kugeln.“
Es handelt sich dabei um das Wappen der Familie von Wernau, die auch für den Ortsnamen Pate stand. Die drei Kugeln symbolisieren die Nikolauslegende, nach der der Bischof Nikolaus von Myra drei armen Mädchen des Nachts dreimal drei Goldbeutel durchs Fenster warf und ihnen somit die Hochzeit ermöglichte.

### Städtepartnerschaften
- Seit 1989 hat Wernau eine Partnerschaft mit der ungarischen Stadt Bonyhád.

## Vereine
Wernau hat eine Vielzahl von Vereinen. Hierzu gehören:
- Deutsches Rotes Kreuz Ortsverein Wernau
- Deutsche Pfadfinderschaft Sankt Georg Wernau
- Fischerei- und Hegeverein Wernau
- Freundeskreis für Flüchtlinge Wernau
- Gesangverein Cäcilia Wernau
- Handballclub Wernau
- Katholische junge Gemeinde Wernau
- Motorradfreunde Wernau
- Musikverein Stadtkapelle Wernau
- Reit- und Fahrverein Wernau
- Schachklub Wernau
- Schützenverein Wernau
- Ski und Snowboard Verein Wernau
- Tennisclub Wernau
- Turn- und Sportverein Wernau
- Wernauer Narren
- Wernauer Sportfreunde

## Kultur und Sehenswürdigkeiten

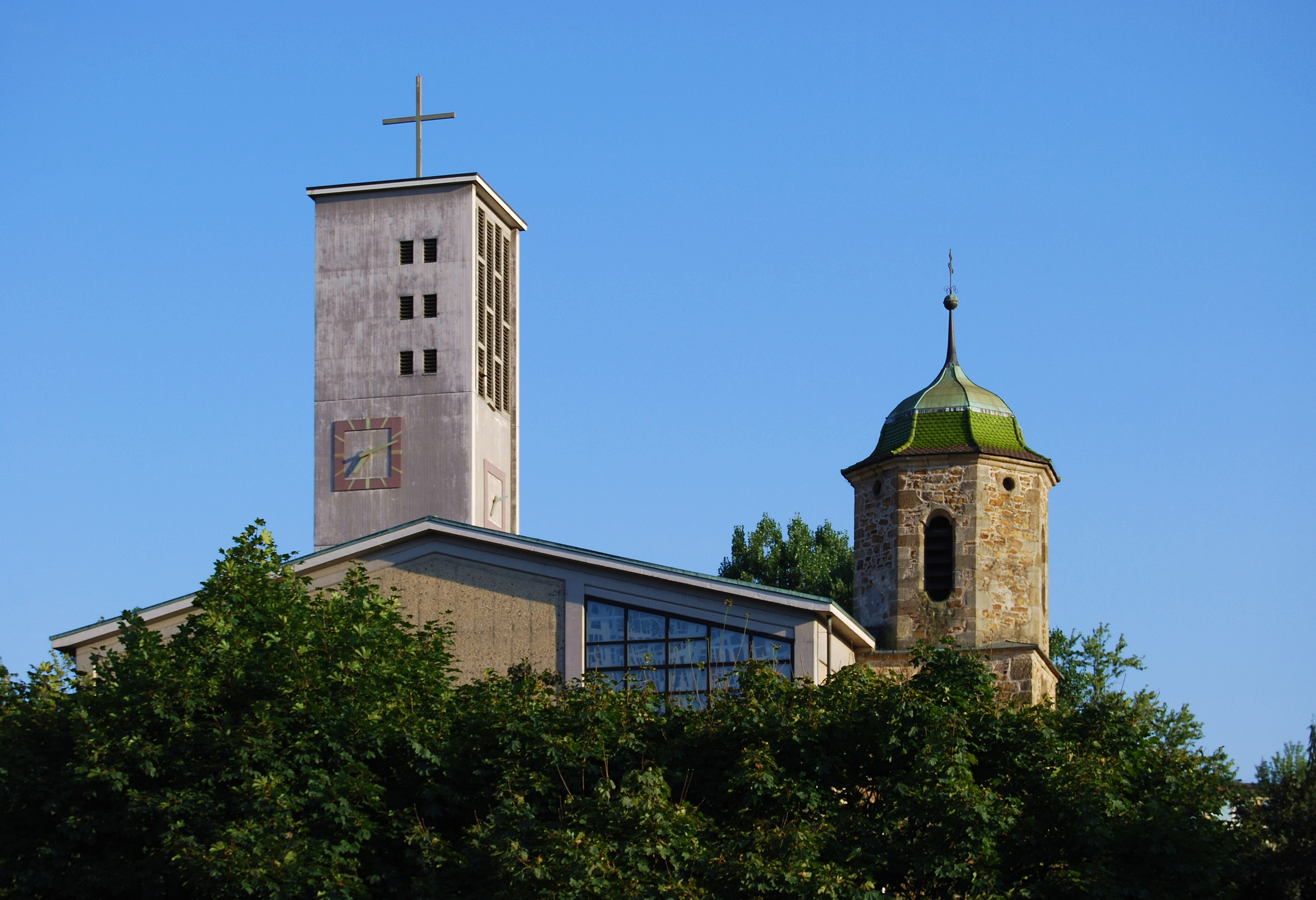
St. Erasmus Kirche in Wernau

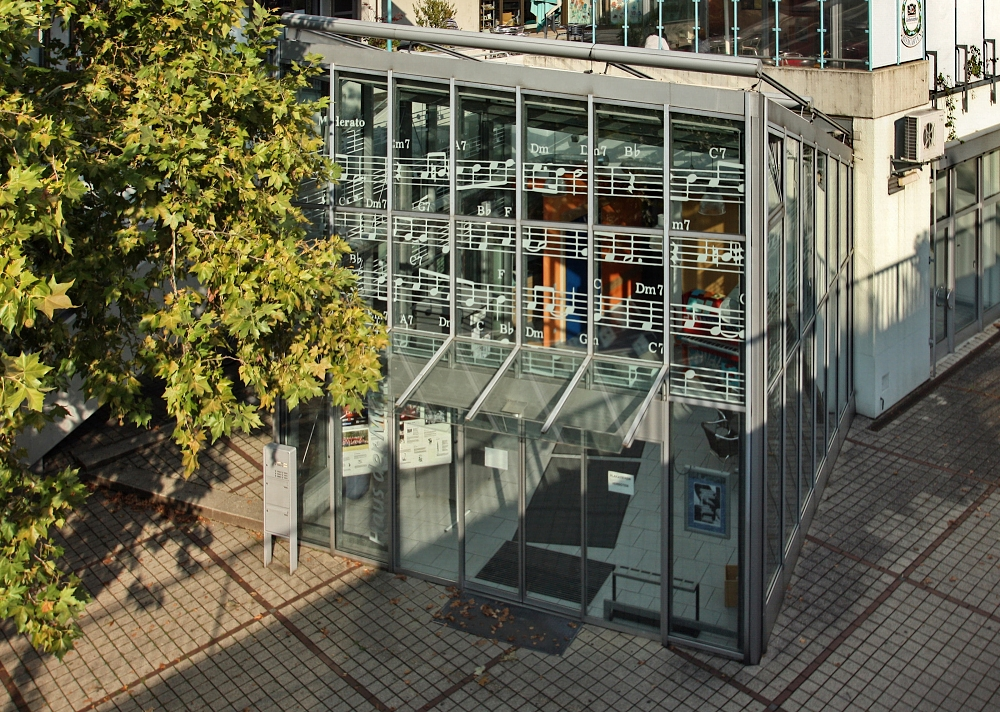
Haus der Musik (Musikschule), Eingangsbereich

### Bauwerke
- Maria-Hilf-Kapelle von 1667, das älteste Gebäude in Wernau[19]
- Schlossrest des Schlosses Pfauhausen der Herren von Wernau (erbaut 1588), zwischen 1820 und 1823 wurde die vierflüglige Anlage bis auf den Ostflügel abgebrochen
- Schloss der Freiherren von Palm aus dem 18. Jahrhundert
- St.-Magnus-Kirche (katholisch)
- St. Erasmus Kirche (katholisch)
- Johanneskirche (evangelisch)
- Quadrium

### Naturdenkmäler und Schutzgebiete
- Naturschutzgebiet Wernauer Baggerseen[20]
- Naturschutzgebiet Wernauer Lehmgrube
- Vogelschutzgebiet Grienwiesen und Wernauer Baggerseen
- Landschaftsschutzgebiet Wernau

### Regelmäßige Veranstaltungen
- Theater im Quadrium[21]
- Wernauer Fasnet[22]
- Maibaumaufstellen und Maimarkt[23]
- Wernauer Maultaschenfest[24]
- Brühlfest Wernau[25]
- Austragung des Süddeutschen Mops- & Bulldoggenrennens in Wernau[26]
- Wernauer Biegelkirbe[27]
- Wernauer Weihnachtsmarkt[28]

## Wirtschaft und Infrastruktur

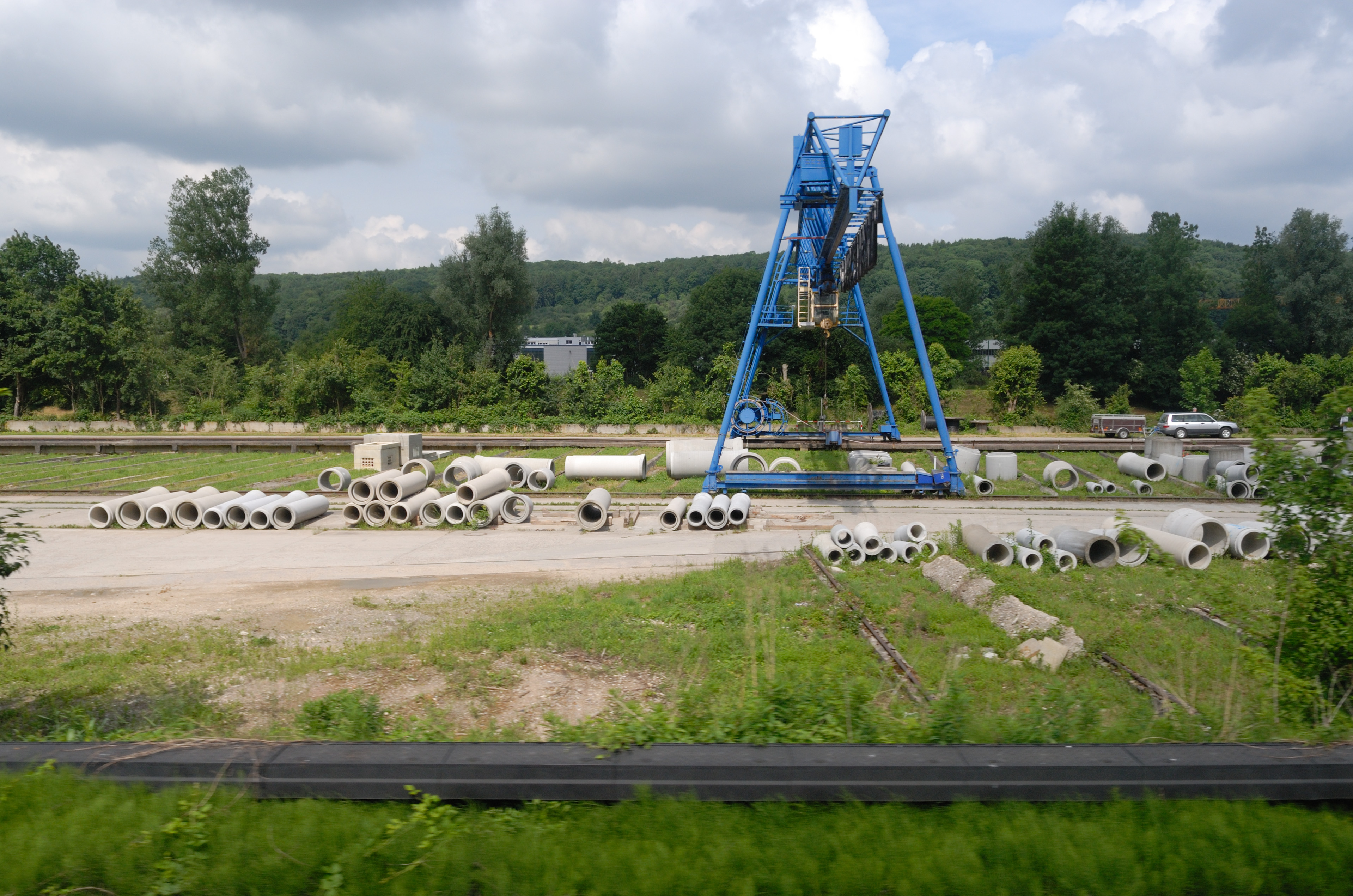
Betonwerk Wernau

### Verkehr
Wernau ist durch einen Haltepunkt an der Bahnstrecke Plochingen–Immendingen, auf diesem Abschnitt auch als Neckar-Alb-Bahn bekannt, an das überregionale Schienennetz angebunden. Seit 2009 wird dieser von der Linie S1 der S-Bahn Stuttgart bedient. Weiterführend hat Wernau auch eine direkte Anbindung zur B313, über die eine Verbindung zur B10 und zur A8 besteht.
In Wernau verkehren Stadtbusse der Linien 145 und 146, die den Bahnhof mit dem Stadtzentrum und den Wohngebieten Katzenstein und Schmalwiesen verbinden. Außerdem besteht vom Bahnhof Wernau aus eine Busverbindung nach Kirchheim (Linie 168), die über die Wernauer Realschule und Notzingen führt. Des Weiteren organisiert die Wernauer Nachbarschaftshilfe einen Seniorenbus, der zweimal wöchentlich Einkaufsfahrten anbietet.
Am linken Neckarufer verläuft eine Alltagsradroute aus dem Radnetz Baden-Württemberg, welche Plochingen über Wendlingen mit Nürtingen verbindet. Auf derselben Strecke führen als Landes-Radfernwege der Neckartal-Radweg und der Württemberger Weinradweg durch das Stadtgebiet.
Der Flughafen Stuttgart ist 20 Kilometer entfernt, der Neckarhafen in Plochingen, der den Endpunkt des schiffbaren Neckars darstellt, zwei Kilometer.
Die Ahornallee zwischen Wernau und Freitagshof wurde 2017 zur Allee des Jahres gekürt.

### Kirchliche und soziale Einrichtungen
In Wernau gibt es eine evangelische und drei katholische (St. Erasmus, St. Magnus, Italienische Gemeinde San Francesco di Assisi) Gemeinden.
Wernau ist der Sitz mehrerer Jugendeinrichtungen der Diözese Rottenburg-Stuttgart, so zum Beispiel des Bischöflichen Jugendamts der Diözese, des BDKJ-Diözesanverbands und der Jugendstiftung just.
In Wernau befinden sich unter anderem ein Seniorenzentrum, ein Tafelladen, eine Hospizgruppe sowie eine Einrichtung für Betreutes Wohnen.

### Unternehmen
In Wernau sind unter anderem die Bosch Thermotechnik GmbH und die Deutschlandzentrale des Maschinenbauunternehmens DMG Mori K.K. ansässig.

### Freizeitangebote
In Wernau befindet sich das Kongress- und Tagungszentrum Quadrium mit Hallenbad und einer Wellness-Anlage. In der Stadthalle im Quadrium finden seit 1965 regelmäßig Theaterveranstaltungen statt. Das Wernauer Freibad, das in den Sommermonaten geöffnet hat, bietet ein 50 m langes Schwimmer- und Nichtschwimmerbecken sowie ein solarbeheiztes Baby- und Kinderbecken und zahlreiche andere Attraktionen.
Die Stadtbücherei Wernau wurde 1971 eröffnet. Seit 1996 befindet sie sich in ihrem jetzigen Domizil am Bahnhofsplatz. Der Bestand beträgt 24.000 Medien; im Jahr 2012 wurden knapp 90.000 Entleihungen gezählt.
Das Jugendhaus Kiwi als Einrichtung des Kreisjugendrings Esslingen und der Stadt Wernau ist ein Angebot der offenen Jugendarbeit und richtet sich an alle Wernauer Kinder und Jugendliche. Das Kiwi als Jugendtreff bietet jungen Menschen vielfältige Möglichkeiten der Freizeitgestaltung und Bildung. Die Angebote sind offen, das heißt es gibt keine Beschränkungen, Vorbedingungen und Mitgliedsvoraussetzungen und ist kostenlos.
Zudem befinden sich in Wernau eine Eissporthalle, ein Hochseilgarten, eine Minigolfanlage, ein Nordic Walking Park, eine Kartbahn, eine Reithalle, zwei Tennishallen sowie mehrere Turnhallen, Tennis- und Fußballplätze.
Wernau ist Teil der Sportregion Stuttgart und der Kulturregion Stuttgart.

### Medien
In Wernau erscheint wöchentlich der Wernauer Anzeiger, das offizielle Mitteilungsblatt der Stadt Wernau. Wernau gehört zum Einzugsgebiet der Eßlinger Zeitung und der Stuttgarter Zeitung.

### Bildungseinrichtungen
In Wernau gibt es drei Grundschulen: die Teckschule in der Schulstraße sowie die Schlossgartenschule mit den Standorten Schlosshof und Katzenstein. Die weiterführende Schule vor Ort ist die Realschule Wernau im Katzenstein. Zudem besteht das Angebot der Volkshochschule Wernau, die als Außenstelle der Volkshochschule Kirchheim fungiert. Der Freundeskreis für Flüchtlinge in Wernau bietet außerdem Sprach- und Orientierungskurse für Migranten an.

### Kindertagesstätten
In Wernau gibt es zurzeit elf Kindertagesstätten. Träger sind neben der Stadt Wernau die evangelische Kirchengemeinde, die katholische Kirchengemeinde und private Träger. In den unterschiedlichen Einrichtungen werden verschiedene Betreuungszeiten von der Vormittagsbetreuung bis hin zur Ganztagesbetreuung mit Mittagessen angeboten. Der Tageselternverein Kreis Esslingen e. V. bietet die Betreuung für Kinder unter einem Jahr bis 14 Jahren an. Seit 1974 besteht die Arbeitsgemeinschaft Sprachhilfe nach dem Denkendorfer Modell in Wernau mit guten langjährigen Kooperationen an den Kindertageseinrichtungen und den Wernauer Grundschulen. Sie bietet sprachförderliche Arbeit für Kinder mit einer anderen Familiensprache und für deutschsprachige Kinder mit besonderem sprachlichen Förderbedarf.

### Abfallentsorgung
Für die Abfallentsorgung ist der Abfallwirtschaftsbetrieb des Landkreises Esslingen zuständig. Es bestehen getrennte Sammlungen für Biomüll, Hausmüll und Papier. Verpackungen werden im Rahmen des Grünen Punktes in sogenannten gelben Säcken gesammelt. Sperrmüll wird gegen Abgabe eines von zwei Gutscheinen jährlich kostenlos abgeholt oder kann zu einer Entsorgungsstation gebracht werden. Bei den Entsorgungsstationen können auch Elektro- und Metallschrott sowie andere wiederverwertbare Stoffe abgegeben werden.

## Persönlichkeiten

### In Wernau geboren
- Veit Gottfried von Wernau (1601–1649), Domdechant in Würzburg[32] aus der Unterboihinger Linie der Herren von Wernau
- Heinrich Kaim (1792–1874), Lehrer
- Anselma Bopp (1835–1887), Gründerin der Kongregation der Franziskanerinnen vom Hl. Märtyrer Georg in Thuine (1869)
- Julius Denzel (1852–1915), Chemiker
- Gerold Reutter (1924–2021), Architekt und Maler

### Mit Wernau verbunden
- Walter II. von Hochschlitz (1320–1369), Bischof von Augsburg, stammte aus Wernau
- Benedikt Maria von Werkmeister (1745–1823), römisch-katholischer Theologe und Kirchenreformer der Aufklärung, wirkte in Wernau
- Heinrich Getzeny (1894–1970), Kulturphilosoph und Publizist, wirkte in Wernau
- Ernst Hofmann (1904–1999), katholischer Pfarrer und Lieddichter, von 1936 bis 1940 Pfarrer in Wernau
- Bruno Dreher (1911–1971), katholischer Theologe, von 1940 bis 1944 Pfarrer in Wernau
- Franz Josef Kuhnle (1926–2021), Theologe und emeritierter Weihbischof der Diözese Rottenburg-Stuttgart, war Diözesanjugendseelsorger in Wernau
- Hilda-Maria Lander (1934–2018), Sozialpädagogin und Professorin, wirkte in Wernau
- Franz Pitzal (* 1936), katholischer Gemeindepfarrer und Autor, wirkte in Wernau
- Hermann Seimetz (1938–2022), Politiker, war Lehrer in Wernau
- Josef Jakob (* 1939), Handballtrainer und ehemaliger Handballspieler, trainierte in Wernau
- Paul Schobel (* 1939), römisch-katholischer Priester, war Jugendpfarrer in Wernau
- Friedrich Bay (1940–2023), Biologe, war Lehrer in Wernau
- Rudolf Kröner (1942–2017), Fußballprofi, spielte in seiner Jugend beim TSV Wernau
- Elmar Müller (* 1942), Politiker, in Wernau aufgewachsen
- Hans-Ulrich Rauchfuß (* 1950), Funktionär der deutschen Wanderbewegung, von 1994 bis 2009 Besitzer der Hirsch-Apotheke in Wernau
- Roger Kehle (* 1953), Verwaltungsfachmann, von 1984 bis 2007 Wernauer Bürgermeister
- Gerhard Wörn (* 1957), ehemaliger Fußballspieler, lebt in Wernau
- Bernd Marquart (* 1958), Jazztrompeter, lebt in Wernau
- Michael Hennrich (* 1965), Politiker, in Wernau aufgewachsen
- Georg Restle (* 1965), Journalist, in Wernau aufgewachsen
- Felix Thome (* 1966), Kirchenhistoriker, von 2016 bis 2021 Pfarrer in Wernau
- Dirk Ommeln (* 1968), Politiker, lebt in Wernau
- Stephan Trüby (* 1970), Architekturtheoretiker und Professor, in Wernau aufgewachsen
- Oliver Otto (* 1972), Fußballspieler, in Wernau aufgewachsen, spielte in seiner Jugend beim TSV Wernau
- Marielle Bohm (* 1981), Handballspielerin, in Wernau aufgewachsen, spielte in ihrer Jugend beim Wernauer SFH

### Ehrenbürger von Wernau
- 1938 (1946 aberkannt): Wilhelm Murr (1888–1945), Reichsstatthalter in Württemberg (NSDAP)